# Sicya nemeenaria
Sicya nemeenaria là một loài bướm đêm trong họ Geometridae.